# Nauru na Letnich Igrzyskach Olimpijskich 1996
Nauru na Letnich Igrzyskach Olimpijskich 1996 – występ kadry sportowców reprezentujących Nauru na igrzyskach olimpijskich, które odbyły się w Atlancie w Stanach Zjednoczonych, w dniach 19 lipca – 4 sierpnia 1996 roku.
Reprezentacja liczyła trzech zawodników. Nauru miało swoich przedstawicieli w 1 spośród 27 rozgrywanych dyscyplin. Zawodnicy z tego kraju nie zdobyli żadnego medalu. Chorążym reprezentacji był sztangista Marcus Stephen. Najmłodszym przedstawicielem tego państwa na Letnich Igrzyskach Olimpijskich 2004 był 17-letni sztangista Quincy Detenamo, a najstarszym przedstawicielem był niespełna 27-letni Stephen.
Był to debiut tej reprezentacji na igrzyskach olimpijskich. Najlepszym wynikiem, jaki osiągnęli reprezentanci tego kraju na Letnich Igrzyskach Olimpijskich 1996, była 20. pozycja, jaką Detenamo zajął w rywalizacji sztangistów w kategorii wagowej do 76 kilogramów.

## Tło startu
W 1996 roku reprezentacja Nauru po raz pierwszy wzięła udział w letnich igrzyskach olimpijskich. Przedtem sportowcy z tego kraju odnotowywali sukcesy na igrzyskach Wspólnoty Narodów, czy igrzyskach Pacyfiku. Reprezentacja Nauru na tych igrzyskach liczyła trzech zawodników, którzy startowali wyłącznie w podnoszeniu ciężarów.

## Wyniki reprezentantów Nauru

### Podnoszenie ciężarów
Nauru w podnoszeniu ciężarów reprezentowało troje zawodników. Każdy wystartował w jednej konkurencji.
Minima kwalifikacyjne do igrzysk wypełnił tylko Stephen. Stephen przed igrzyskami był zaliczany do grona faworytów do zdobycia jednego z czołowych miejsc w swojej kategorii. Oprócz niego Nauruańczycy mogli na igrzyska wysłać jeszcze dwóch sztangistów, którzy nie osiągnęli kwalifikacji. Wśród pretendentów byli: Lennon Peo, Trent Dabwido, Rodin Thoma, Gerard Garabwan, Kemp Detenamo i Quincy Detenamo. Ostatecznie wybrano Garabwana i Quincy'ego Detenamo. Na czas tej imprezy, zawodnicy trenowali w San Francisco pod okiem trenera Paula Coffy z Australii.
Jako pierwszy podczas Letnich Igrzysk Olimpijskich 1996 wystartował Marcus Stephen. Wystąpił w kategorii wagowej do 59 kilogramów. Zawody w tej kategorii odbyły się 21 lipca 1996 roku. W rwaniu trzy razy podchodził do sztangi ważącej 120 kilogramów, jednak wszystkie podejścia spalił, a tym samym nie ukończył zawodów i odpadł z rywalizacji o medale. Zwycięzcą tej konkurencji został Tang Lingsheng z Chin.
Jako drugi podczas Letnich Igrzysk Olimpijskich 1996 wystartował Quincy Detenamo. Wystąpił w kategorii wagowej do 76 kilogramów. Zawody w tej kategorii odbyły się 24 lipca 1996 roku. Detenamo wszystkie próby na 100, 105 i 110 kilogramów miał udane. Rwanie zakończył na ostatnim, 22. miejscu wśród sklasyfikowanych zawodników. W podrzucie pierwszą próbę na 137,5 kilograma zaliczył, kolejną na 142,5 spalił, natomiast ostatnią próbę na 142,5 kilograma miał udaną; podrzut zakończył na przedostatnim, 20. miejscu wśród sklasyfikowanych zawodników (tylko reprezentant Aruby Junior Faro miał gorszy wynik), i z wynikiem 252,5 kilograma w dwuboju zajął przedostatnie, 20. miejsce, wyprzedzając tylko Juniora Faro z Aruby. Zwycięzcą tej konkurencji został Pablo Lara z Kuby.
Jako trzeci podczas Letnich Igrzysk Olimpijskich 1996 wystartował Gerard Garabwan. Wystąpił w kategorii wagowej do 91 kilogramów. Zawody w tej kategorii odbyły się 27 lipca 1996 roku. W rwaniu pierwsze dwie próby na 110 i 115 kilogramów miał udane, natomiast trzecią na 120 kilogramów spalił; tym samym kończąc rwanie z wynikiem 115 kilogramów (zajął przedostatnie, 24. miejsce, wyprzedzając tylko jednego zawodnika). W podrzucie jedną próbę na 150 kilograma zaliczył, a następne dwie na 157,5 kilograma spalił. Podrzut zakończył z wynikiem 150 kilogramów, i z wynikiem 265 kilogramów w dwuboju zajął przedostatnie, 24. miejsce wśród sklasyfikowanych sztangistów. Zwycięzcą tej konkurencji został Aleksiej Pietrow z Rosji.
Mężczyźni
| Miejsce | Kat. wagowa | Zawodnik        | Rwanie (kg) | Rwanie (kg) | Rwanie (kg) | Rwanie (kg) | Podrzut (kg) | Podrzut (kg) | Podrzut (kg) | Podrzut (kg) | Dwubój (kg) |
| Miejsce | Kat. wagowa | Zawodnik        | 1           | 2           | 3           | Wynik       | 1            | 2            | 3            | Wynik        | Dwubój (kg) |
| ------- | ----------- | --------------- | ----------- | ----------- | ----------- | ----------- | ------------ | ------------ | ------------ | ------------ | ----------- |
| DNF     | -59 kg      | Marcus Stephen  | 120         | 120         | 120         | -           | -            | -            | -            | -            | -           |
| 20.     | -76 kg      | Quincy Detenamo | 100         | 105         | 110         | 110         | 137,5        | 142,5        | 142,5        | 142,5        | 252,5       |
| 24.     | -91 kg      | Gerard Garabwan | 110         | 115         | 120         | 115         | 150          | 157,5        | 157,5        | 150          | 265         |